# Rudolf Riemerschmid
Rudolf Riemerschmid (* 2. November 1873 in München; † 1953 ebd.) war ein deutscher Maler des Jugendstils.

## Leben
Rudolf Riemerschmid wurde am 2. November 1873 in München geboren. Er war der dritte Sohn des Chemikers Heinrich Riemerschmid (1836–1883) und seiner Frau Marie Josepha (1844–1915). Seine Mutter war die einzige Tochter des Münchner Generalmusikdirektors Franz Lachner (1803–1890). Heinrich Riemerschmid war ein Sohn des Spirituosenfabrikanten und bayerischen Politikers Anton Riemerschmid (1802–1878); er arbeitete wie sein Bruder Eduard (1835–1894) in der väterlichen Fabrik. Eduard Riemerschmid wiederum war der Vater des späteren Architekten und Möbeldesigners Richard Riemerschmid (1868–1957). Bis heute kommt es bei der Zuordnung von Kunstwerken zu einzelnen Verwechslungen zwischen den beiden künstlerisch tätigen Vettern.
Rudolf Riemerschmid absolvierte sein Kunststudium an der Kunstakademie Karlsruhe unter dem Historienmaler Friedrich Fehr. Er kehrte später nach München zurück, wo er sich der Münchner Sezession anschloss. Regelmäßig nahm er an den jährlichen Ausstellungen der Künstlervereinigung teil. In den Jahren von 1904 bis 1920 arbeitete er für die Zeitschrift Die Jugend, dem Publikationsorgan der Münchner Jugendstil–Bewegung, zu deren führenden Vertretern er gehörte.
In den 1920er-Jahren musste er dann seine künstlerische Tätigkeit aufgeben. Die im Ersten Weltkrieg erlittene Kopfverletzung – er hatte als Artillerist gedient – führte zu einer fortschreitenden Erblindung. Aus diesem Grund blieb das Werk des Künstlers überschaubar. Rudolf Riemerschmid starb 1953 im Alter von 80 Jahren in seiner Heimatstadt München.

## Werk
Von Rudolf Riemerschmid ist nur eine relativ geringe Anzahl von Gemälden überliefert, die er monogrammierte, indem er seine Initialen ineinander verschob. Beispielhaft zu sehen ist dies bei seinem Werk Badende Frau (Tempera auf Leinwand, 58 × 90,5 cm) aus dem Jahr 1906. Seine Motivwahl war konventionell, vielfach handelte es sich dabei um Porträts junger Frauen oder Gruppen von spielenden oder tanzenden Kindern. Später griff er dann die Formen des Jugendstiles auf.

## Werke (Auswahl)
Viele Werke von Riemerschmid finden sich als Abbildungen in der Zeitschrift Jugend – Münchner illustrierte Wochenschrift für Kunst und Leben wieder. Darunter sind die folgenden:
- Der Jäger – In: Jugend, Jg. 1904, Bd. 1, Heft Nr. 18, S. 343  (Link zum Werk)
- Eva und die Schlange – In: Jugend, Jg. 1904, Bd. 2, Heft Nr. 49, S. 978f. (Link zum Werk)
- Kletterrosen – In: Jugend, Jg. 1906, Bd. 2, Heft Nr. 28, S. 607 (Link zum Werk)
- Sommertag – In: Jugend, Bd. 2, Heft Nr. 28, S. 600f. (Link zum Werk)
- Entenjagd – In: Jugend, Jg. 1911, Bd. 2, Heft Nr. 27, S. 702f. (Link zum Werk)
- Portrait einer Frau – In: Jugend, Jg. 1913, Bd. 1, Heft Nr. 9, Titelblatt (Link zum Werk)
- Frauenkopf – In: Jugend, 1916, Bd. 2, Heft Nr. 41, Titelblatt (Link zum Werk)
- Kameraden – In: Jugend, Jg. 1917, Bd. 2, Heft Nr. 28, S. 549 (Link zum Werk)
- Am See – In: Jugend, Jg. 1918, Bd. 1, Heft Nr. 23, S. 410 (Link zum Werk)
- Sitzendes Kind – In: Jugend, Jg. 1920, Bd. 1, Heft Nr. 25, Titelblatt (Link zum Werk)
- Im Bade – In: Jugend, Jg. 1920, Bd. 2, Heft Nr. 31, S. 767 (Link zum Werk)

## Ausstellungen (Auswahl)
Riemerschmid zeigte seine Werke in den Jahren von 1902 bis 1915 regelmäßig auf den Ausstellungen der Münchner Sezession im Kunstausstellungsgebäude am Königsplatz (heute Staatliche Antikensammlungen):
- 1902 mit dem Werk Waldschloss (Ausstellungskatalog S. 23)
- 1903 mit den Werken Steinkauz und Jäger (Ausstellungskatalog S.22)
- 1904 mit dem Werk Eva und die Schlange (Ausstellungskatalog S. 29)
- 1906 mit den Werken Badendes Weib und Der Angler (Ausstellungskatalog S. 28)
- 1907 mit dem Werk Eva (Ausstellungskatalog S. 27)
- 1908 mit dem Werk Unter dem Torbogen (Ausstellungskatalog S. 19)
- 1910 mit dem Werk Waldsee (Ausstellungskatalog S. 29)
- 1911 mit dem Werk Tänzerinnen (Ausstellungskatalog. S. 32)
- 1912 mit dem Werk Vorgebirgslandschaft (Ausstellungskatalog S. 33)
- 1913 (Frühjahr–Ausstellung) mit dem Werk Garten (Ausstellungskatalog S. 27)
- 1913/14 (Winter–Ausstellung) mit den Kreidezeichnungen Moorbirken, Jäger und Nach dem Bade (Ausstellungskatalog. S. 68)
- 1914 mit den Werken Kirchweg und Vorfrühling  (Ausstellungskatalog S. 36)
- 1915 mit den Werken Moses und Moorsee (Ausstellungskatalog S. 27)

Vertreten war er aber auch bei den Ausstellungen des Deutschen Künstlerbundes in Berlin (1905), Bremen (1912) und Mannheim (1913).